# تزحلف شمالي مزدوج
التزحلف الشمالي المزدوج هي رياضة شتوية أولمبية يتنافس الرياضيين فيها نوعين من التزحلف معاً وهي التزحلف الريفي والقفز التزحلفي، أبرز منافسات هذه الرياضة تتم في الألعاب الأولمبية الشتوية و بطولة العالم التزحلف لشمالي المزدوج، ليس هناك مشاركة للنساء في هذه الرياضة من الإتحاد العالمي للتزحلف والتزلج بلوح الثلج.